# Pazienza (Gianna Nannini)
Pazienza è una canzone della cantautrice senese Gianna Nannini, ed è uno dei tre inediti presenti all'interno del greatest hits GiannaBest.
La canzone è stata pubblicata come secondo singolo estratto dall'album, ed è entrata in rotazione radiofonica e resa disponibile per il download digitale a partire dal 22 febbraio 2008. Il singolo ha tuttavia fallito l'ingresso nella Classifica FIMI.

## Il brano
Scritto a quattro mani da Gianna Nannini e Pacifico, il brano è costruito sul pianoforte della cantante e i violini arrangiati da Wil Malone; il pezzo fa parte anche della colonna sonora di Riprendimi, il film diretto da Anna Negri e prodotto da Francesca Neri. Proprio per questo, il pezzo ha ricevuto una nomination come Miglior Canzone Originale, all'edizione dei Nastri d'argento del 2008.

## Tracce
CD Promo
1. Pazienza